# Пациків
Пациків — село в Україні, у Вигодській селищній територіальній громаді Калуського району Івано-Франківської області.

## Історія
У 1648 році жителі села брали активну участь у народному повстанні, за що їх очікувала кривава розправа після відходу Хмельницького.
У 1939 році в селі проживало 830 мешканців (780 українців, 30 поляків, 20 латинників).
Під час Другої Світової війни, в кінці квітня 1944 року, в селі відбувся бій між УПА та німцями. Сотня «Благого» (Олексія Химинця) вбила шістьох німців і спалила будівлі.
За часів СРСР,  після 1946 р., село приєднане до Вигоди; відновлене в 1990 році.

## Населення

### Мова
Розподіл населення за рідною мовою за даними перепису 2001 року:
| Мова       | Кількість | Відсоток |
| ---------- | --------- | -------- |
| українська | 828       | 99.52%   |
| російська  | 4         | 0.48%    |
| Усього     | 832       | 100%     |

## Пам'ятки
Царські врата з місцевої Успенської церкви (1692) перебувають в експозиції Національного музею ім. А. Шептицького у Львові..

## Галерея

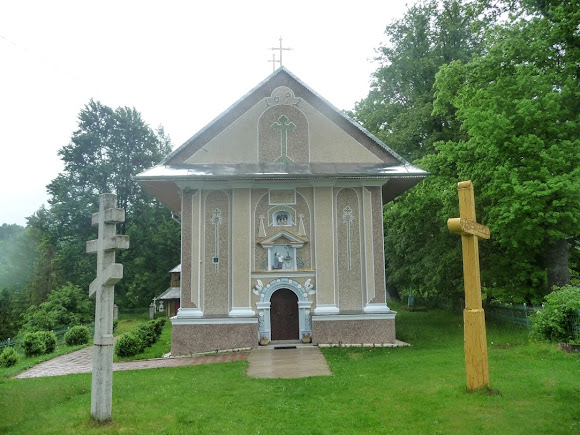
Кам'яний храм Успіння Пресвятої Богородиці, побудований у XVII ст.
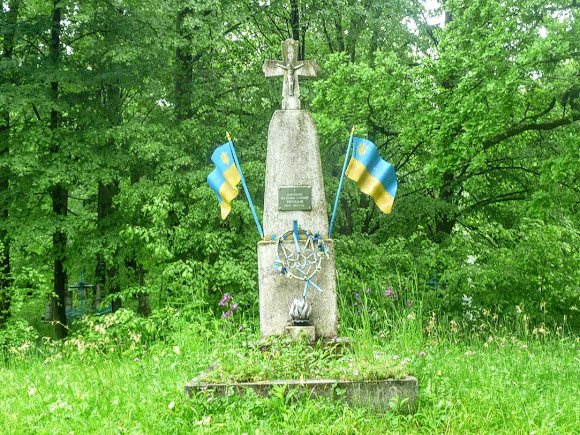
Пам’ятник Борцям за волю України в селі Пациків
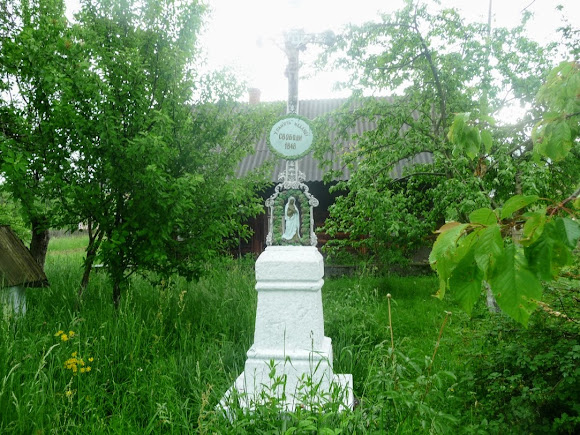
Хрест збудовано в 1848 році на честь скасування панщини